# Chung kết Grand Prix Trượt băng nghệ thuật
Chung kết Grand Prix Trượt băng nghệ thuật (tên tiếng Anh: Grand Prix of Figure Staking Final, thường được gọi tắt là Grand Prix Final hoặc GPF) là một cuộc thi trượt băng nghệ thuật quốc tế dành cho các vận động viên thi đấu ở cấp độ trưởng thành, được tổ chức thường niên vào cuối năm, tức nửa đầu mùa giải. Cuộc thi bao gồm các nội dung: đơn nam, đơn nữ, trượt đôi và khiêu vũ trên băng. Trong một mùa giải, xét về mức độ quan trọng, GPF chỉ đứng thứ hai sau Giải vô địch thế giới, xếp trên Giải vô địch châu Âu và Giải vô địch Tứ châu lục.

## Lịch sử
GPF được tổ chức lần đầu tiên vào mùa giải 1995-1996 với tên gọi Champions Series Final và được đổi tên thành Grand Prix Final kể từ mùa giải 1998-1999.

## Tiêu chuẩn tham dự
Các vận động viên phải tham gia tối đa 2 trong 6 giải đấu thuộc chuỗi Grand Prix, vận động viên phải là hạt giống (dựa vào thứ hạng tại Giải vô địch thế giới mùa giải trước đó, cũng như Bảng xếp hạng của Liên đoàn trượt băng quốc tế) hoặc được nước đăng cai mời thi đấu. Tùy vào vị trí đạt được trong mỗi giải đấu Grand Prix, vận động viên sẽ nhận được số điểm tích lũy tương ứng theo quy định qua từng thời kỳ của Liên đoàn trượt băng quốc tế. 6 vận động viên có tổng điểm cao nhất trong mỗi nội dung sẽ đủ điều kiện tham dự Chung kết Grand Prix.
Hiện tại 6 giải đấu con thuộc hệ thống Grand Prix bao gồm:
- Skate America: Được tổ chức lần đầu vào năm 1979 dưới tên gọi Norton Skate. Giải đấu này trở thành một phần của chuỗi Grand Prix kể từ năm 1995.
- Skate Canada International: Được tổ chức lần đầu vào năm 1973 và trở thành một phần của Grand Prix từ năm 1995.
- Cup of China: Được tổ chức lần đầu vào năm 2003 và trở thành một phần của Grand Prix trong cùng năm nhằm thay thế cho giải Grand Prix của Đức.
  -  Grand Prix of Helsinki: Giải đấu này được tổ chức vào mùa giải 2018-2019 nhằm thay thế tạm thời cho Cup of China. Dự kiến Cup of China sẽ được tổ chức trở lại vào mùa giải 2019-2020.
- Internationaux de France: Được tổ chức lần đầu vào năm 1987, từng thay đổi tên gọi nhiều lần: 1987-1993: Grand Prix International de Paris, 1994-1995: Trophée de France, 1996-2003: Trophée Lalique, 2004-2015: Trophée Éric Bompard). Giải đấu này trở thành một phần của Grand Prix từ năm 1995.
- Rostelecom Cup: Được tổ chức lần đầu vào năm 1996 với tên gọi Cup of Russia và trở thành một phần của chuỗi Grand Prix trong cùng năm. Đến năm 2009, giải đấu này được đổi tên thành Rostelecom Cup.
- NHK Trophy: Được tổ chức lần đầu vào năm 1979, tham gia vào chuỗi Grand Prix từ năm 1995.

## Vận động viên giành huy chương
V: Huy chương vàng; B: Huy chương bạc; Đ: Huy chương đồng.Tổng hợp theo nội dung
| Mùa giải  | Thành phố đăng cai | Đơn nam                                                    | Đơn nữ                                                        | Trượt đôi | Khiêu vũ trên băng |
| --------- | ------------------ | ---------------------------------------------------------- | ------------------------------------------------------------- | --- | --- |
| 1995-1996 | Paris              | V: Alexei Urmanov B: Elvis Stojko Đ: Éric Millot           | V: Michelle Kwan B: Irina Slutskaya Đ: Josée Chouinard        | V: Evgenia Shishkova / Vadim Naumov B: Marina Eltsova / Andrei Bushkov Đ: Mandy Wötzel / Ingo Steuer            | V: Oksana Grishuk / Evgeni Platov B: Anjelika Krylova / Oleg Ovsyannikov Đ: Marina Anissina / Gwendal Peizerat            |
| 1996-1997 | Hamilton           | V: Elvis Stojko B: Todd Eldredge Đ: Alexei Urmanov         | V: Tara Lipinski B: Michelle Kwan Đ: Irina Slutskaya          | V: Mandy Wötzel / Ingo Steuer B: Oksana Kazakova / Artur Dmitriev Đ: Marina Eltsova / Andrei Bushkov            | V: Shae-Lynn Bourne / Viktor Kraatz B: Anjelika Krylova / Oleg Ovsyannikov Đ: Marina Anissina / Gwendal Peizerat          |
| 1997-1998 | Munich             | V: Ilia Kulik B: Elvis Stojko Đ: Todd Eldredge             | V: Tara Lipinski B: Tanja Szewczenko Đ: Maria Butyrskaya      | V: Elena Berezhnaya / Anton Sikharulidze B: Mandy Wötzel / Ingo Steuer Đ: Oksana Kazakova / Artur Dmitriev      | V: Oksana Grishuk / Evgeni Platov B: Shae-Lynn Bourne / Viktor Kraatz Đ: Marina Anissina / Gwendal Peizerat               |
| 1998-1999 | Saint Petersburg   | V: Alexei Yagudin B: Alexei Urmanov Đ: Evgeni Plushenko    | V: Tatiana Malinina B: Maria Butyrskaya Đ: Irina Slutskaya    | V: Shen Xue / Zhao Hongbo B: Elena Berezhnaya / Anton Sikharulidze Đ: Maria Petrova / Alexei Tikhonov           | V: Anjelika Krylova / Oleg Ovsyannikov B: Marina Anissina / Gwendal Peizerat Đ: Irina Lobacheva / Ilia Averbukh           |
| 1999-2000 | Lyon               | V: Evgeni Plushenko B: Elvis Stojko Đ: Timothy Goebel      | V: Irina Slutskaya B: Michelle Kwan Đ: Maria Butyrskaya       | V: Shen Xue / Zhao Hongbo B: Sarah Abitbol / Stéphane Bernadis Đ: Elena Berezhnaya / Anton Sikharulidze         | V: Marina Anissina / Gwendal Peizerat B: Barbara Fusar-Poli / Maurizio Margaglio Đ: Margarita Drobiazko / Povilas Vanagas |
| 2000-2001 | Tokyo              | V: Evgeni Plushenko B: Alexei Yagudin Đ: Matthew Savoie    | B: Irina Slutskaya B: Michelle Kwan Đ: Sarah Hughes           | V: Jamie Salé / David Pelletier B: Elena Berezhnaya / Anton Sikharulidze Đ: Shen Xue / Zhao Hongbo              | V: Barbara Fusar-Poli / Maurizio Margaglio B: Irina Lobacheva / Ilia Averbukh Đ: Margarita Drobiazko / Povilas Vanagas    |
| 2001-2002 | Kitchener          | V: Alexei Yagudin B: Evgeni Plushenko Đ: Timothy Goebel    | B: Irina Slutskaya B: Michelle Kwan Đ: Sarah Hughes           | V: Jamie Salé / David Pelletier B: Elena Berezhnaya / Anton Sikharulidze Đ: Shen Xue / Zhao Hongbo              | V: Shae-Lynn Bourne / Viktor Kraatz B: Marina Anissina / Gwendal Peizerat Đ: Margarita Drobiazko / Povilas Vanagas        |
| 2002-2003 | Saint Petersburg   | V: Evgeni Plushenko B: Ilia Klimkin Đ: Brian Joubert       | V: Sasha Cohen B: Irina Slutskaya Đ: Viktoria Volchkova       | V: Tatiana Totmianina / Maxim Marinin B: Shen Xue / Zhao Hongbo Đ: Maria Petrova / Alexei Tikhonov              | V: Irina Lobacheva / Ilia Averbukh B: Tatiana Navka / Roman Kostomarov Đ: Albena Denkova / Maxim Staviyski                |
| 2003-2004 | Colorado Springs   | V: Emanuel Sandhu B: Evgeni Plushenko Đ: Michael Weiss     | V: Fumie Suguri B: Sasha Cohen Đ: Shizuka Arakawa             | V: Shen Xue / Zhao Hongbo B: Tatiana Totmianina / Maxim Marinin Đ: Maria Petrova / Alexei Tikhonov              | V: Tatiana Navka / Roman Kostomarov B: Albena Denkova / Maxim Staviyski Đ: Tanith Belbin / Benjamin Agosto                |
| 2004-2005 | Bắc Kinh           | V: Evgeni Plushenko B: Jeffrey Buttle Đ: Li Chengjiang     | V: Irina Slutskaya B: Shizuka Arakawa Đ: Joannie Rochette     | V: Shen Xue / Zhao Hongbo B: Maria Petrova / Alexei Tikhonov Đ: Pang Qing / Tong Jian                           | V: Tatiana Navka / Roman Kostomarov B: Tanith Belbin / Benjamin Agosto Đ: Albena Denkova / Maxim Staviyski                |
| 2005-2006 | Tokyo              | V: Stéphane Lambiel B: Jeffrey Buttle Đ: Daisuke Takahashi | V: Mao Asada B: Irina Slutskaya Đ: Yukari Nakano              | V: Tatiana Totmianina / Maxim Marinin B: Zhang Dan / Zhang Hao Đ: Aliona Savchenko / Robin Szolkowy             | V: Tatiana Navka / Roman Kostomarov B: Elena Grushina / Ruslan Goncharov Đ: Marie-France Dubreuil / Patrice Lauzon        |
| 2006-2007 | Saint Petersburg   | V: Brian Joubert B: Daisuke Takahashi Đ: Nobunari Oda      | V: Kim Yuna B: Mao Asada Đ: Sarah Meier                       | V: Shen Xue / Zhao Hongbo B: Aliona Savchenko / Robin Szolkowy Đ: Zhang Dan / Zhang Hao                         | V: Albena Denkova / Maxim Staviski B: Marie-France Dubreuil / Patrice Lauzon Đ: Oksana Domnina / Maxim Shabalin           |
| 2007-2008 | Turin              | V: Stéphane Lambiel B: Daisuke Takahashi Đ: Evan Lysacek   | V: Kim Yuna B: Mao Asada Đ: Carolina Kostner                  | V: Aliona Savchenko / Robin Szolkowy B: Zhang Dan / Zhang Hao Đ: Pang Qing / Tong Jian                          | V: Oksana Domnina / Maxim Shabalin B: Tanith Belbin / Benjamin Agosto Đ: Isabelle Delobel / Olivier Schoenfelder          |
| 2008-2009 | Goyang             | V: Jeremy Abbott B: Takahiko Kozuka Đ: Johnny Weir         | V: Mao Asada B: Kim Yuna Đ: Carolina Kostner                  | V: Pang Qing / Tong Jian B: Zhang Dan / Zhang Hao Đ: Aliona Savchenko / Robin Szolkowy                          | V: Isabelle Delobel / Olivier Schoenfelder B: Oksana Domnina / Maxim Shabalin Đ: Meryl Davis / Charlie White              |
| 2009-2010 | Tokyo              | V: Evan Lysacek B: Nobunari Oda Đ: Johnny Weir             | V: Kim Yuna B: Miki Ando Đ: Akiko Suzuki                      | V: Shen Xue / Zhao Hongbo B: Pang Qing / Tong Jian Đ: Aliona Savchenko / Robin Szolkowy                         | V: Meryl Davis / Charlie White B: Tessa Virtue / Scott Moir Đ: Nathalie Péchalat / Fabian Bourzat                         |
| 2010-2011 | Bắc Kinh           | V: Patrick Chan B: Nobunari Oda Đ: Takahiko Kozuka         | V: Alissa Czisny B: Carolina Kostner Đ: Kanako Murakami       | V: Aliona Savchenko / Robin Szolkowy B: Pang Qing / Tong Jian Đ: Sui Wenjing / Han Cong                         | V: Meryl Davis / Charlie White B: Nathalie Péchalat / Fabian Bourzat Đ: Vanessa Crone / Paul Poirier                      |
| 2011-2012 | Québec             | V: Patrick Chan B: Daisuke Takahashi Đ: Javier Fernández   | V: Carolina Kostner B: Akiko Suzuki Đ: Alena Leonova          | V: Aliona Savchenko / Robin Szolkowy B: Tatiana Volosozhar / Maxim Trankov Đ: Yuko Kavaguti / Alexander Smirnov | V: Meryl Davis / Charlie White B: Tessa Virtue / Scott Moir Đ: Nathalie Péchalat / Fabian Bourzat                         |
| 2012-2013 | Sochi              | V: Daisuke Takahashi B: Yuzuru Hanyu Đ: Patrick Chan       | V: Mao Asada B: Ashley Wagner Đ: Akiko Suzuki                 | Đ: Tatiana Volosozhar / Maxim Trankov B: Vera Bazarova / Yuri Larionov Đ: Pang Qing / Tong Jian                 | V: Meryl Davis / Charlie White B: Tessa Virtue / Scott Moir Đ: Nathalie Péchalat / Fabian Bourzat                         |
| 2013-2014 | Fukuoka            | V: Yuzuru Hanyu B: Patrick Chan Đ: Nobunari Oda            | V: Mao Asada B: Yulia Lipnitskaya Đ: Ashley Wagner            | V: Aliona Savchenko / Robin Szolkowy B: Tatiana Volosozhar / Maxim Trankov Đ: Pang Qing / Tong Jian             | V: Meryl Davis / Charlie White B: Tessa Virtue / Scott Moir Đ: Nathalie Péchalat / Fabian Bourzat                         |
| 2014-2015 | Barcelona          | V: Yuzuru Hanyu B: Javier Fernández Đ: Sergei Voronov      | V: Elizaveta Tuktamysheva B: Elena Radionova Đ: Ashley Wagner | V: Meagan Duhamel / Eric Radford B: Ksenia Stolbova / Fedor Klimov Đ: Sui Wenjing / Han Cong                    | V: Kaitlyn Weaver / Andrew Poje B: Madison Chock / Evan Bates Đ: Gabriella Papadakis / Guillaume Cizeron                  |
| 2015-2016 | Barcelona          | V: Yuzuru Hanyu B: Javier Fernández Đ: Shoma Uno           | V: Evgenia Medvedeva B: Satoko Miyahara Đ: Elena Radionova    | V: Ksenia Stolbova / Fedor Klimov B: Meagan Duhamel / Eric Radford Đ: Yuko Kavaguti / Alexander Smirnov         | V: Kaitlyn Weaver / Andrew Poje B: Madison Chock / Evan Bates Đ: Anna Cappellini / Luca Lanotte                           |
| 2016-2017 | Marseille          | V: Yuzuru Hanyu B: Nathan Chen Đ: Shoma Uno                | V: Evgenia Medvedeva B: Satoko Miyahara Đ: Anna Pogorilaya    | V: Evgenia Tarasova / Vladimir Morozov B: Yu Xiaoyu / Zhang Hao Đ: Meagan Duhamel / Eric Radford                | V: Tessa Virtue / Scott Moir B: Gabriella Papadakis / Guillaume Cizeron Đ: Maia Shibutani / Alex Shibutani                |
| 2017-2018 | Nagoya             | V: Nathan Chen B: Shoma Uno Đ: Mikhail Kolyada             | V: Alina Zagitova B: Maria Sotskova Đ: Kaetlyn Osmond         | V: Aliona Savchenko / Bruno Massot B: Sui Wenjing / Han Cong Đ: Meagan Duhamel / Eric Radford                   | V: Gabriella Papadakis / Guillaume Cizeron B: Tessa Virtue / Scott Moir Đ: Maia Shibutani / Alex Shibutani                |
| 2018-2019 | Vancouver          | V: Nathan Chen B: Shoma Uno Đ: Cha Jun-hwan                | V: Rika Kihira B: Alina Zagitova Đ: Elizaveta Tuktamysheva    | V: Vanessa James / Morgan Ciprès B: Peng Cheng / Jin Yang Đ: Evgenia Tarasova / Vladimir Morozov                | V: Madison Hubbell / Zachary Donohue B: Victoria Sinitsina / Nikita Katsalapov Đ: Charlène Guignard / Marco Fabbri        |
| 2019-2020 | Torino             | V: Nathan Chen B: Hanyu Yuzuru Đ: Kevin Aymoz              | V: Alena Kostornaia B: Anna Shcherbakova Đ: Alexandra Trusova | V: Sui Wenjing / Han Cong B: Peng Cheng / Jin Yang Đ: Anastasia Mishina / Aleksandr Galliamov                   | V: Gabriella Papadakis / Guillaume Cizeron B: Madison Chock / Evan Bates Đ: Madison Hubbell / Zachary Donohue             |
| 2020-2021 | Bắc Kinh           |                                                            |                                                               | | |

### Xếp hạng huy chương theo quốc gia
| Hạng                | Đoàn                | Vàng | Bạc | Đồng | Tổng số |
| ------------------- | ------------------- | ---- | --- | ---- | ------- |
| 1                   | Nga                 | 32   | 31  | 26   | 89      |
| 2                   | Hoa Kỳ              | 16   | 13  | 17   | 46      |
| 3                   | Canada              | 12   | 14  | 8    | 34      |
| 4                   | Nhật Bản            | 11   | 18  | 11   | 40      |
| 5                   | Trung Quốc          | 8    | 9   | 10   | 27      |
| 6                   | Pháp                | 6    | 5   | 12   | 23      |
| 7                   | Đức                 | 6    | 3   | 4    | 13      |
| 8                   | Hàn Quốc            | 3    | 1   | 1    | 5       |
| 9                   | Ý                   | 2    | 2   | 4    | 8       |
| 10                  | Thụy Sĩ             | 2    | 0   | 1    | 3       |
| 11                  | Bulgaria            | 1    | 1   | 2    | 4       |
| 12                  | Uzbekistan          | 1    | 0   | 0    | 1       |
| 13                  | Tây Ban Nha         | 0    | 2   | 1    | 3       |
| 14                  | Ukraina             | 0    | 1   | 0    | 1       |
| 15                  | Litva               | 0    | 0   | 3    | 3       |
| Tổng số (15 đơn vị) | Tổng số (15 đơn vị) | 100  | 100 | 100  | 300     |